# Châu Kiệt Luân
Châu Kiệt Luân (tiếng Trung: 周杰倫, nghệ danh tiếng Anh: Jay Chou, sinh ngày 18 tháng 1 năm 1979) là một ca sĩ, nhạc sĩ, rapper, nhà sản xuất âm nhạc, diễn viên, đạo diễn, doanh nhân người Đài Loan. Từng được mệnh danh là “ông hoàng nhạc pop châu Á”, Châu Kiệt Luân là nghệ sĩ có lượt tải xuống nhiều thứ ba thế giới vào năm 2010, bán được hơn 30 triệu bản album tính đến năm 2017.
Châu Kiệt Luân được phát hiện vào năm 1997 tại một cuộc thi tìm kiếm tài năng. Anh khởi đầu sự nghiệp âm nhạc trong vai trò là một nhạc sĩ. Kể từ khi phát hành album đầu tay Kiệt Luân (杰倫) vào năm 2000, âm nhạc của Châu Kiệt Luân luôn nhận được sự đón nhận nồng nhiệt trên khắp châu Á. Một số bài hát của Châu Kiệt Luân từng được đưa vào giảng dạy ở các trường phổ thông tại Trung Quốc đại lục và Đài Loan.
Châu Kiệt Luân bắt đầu sự nghiệp diễn xuất với bộ phim Khúc cua quyết định (2005). Tiếp đó, anh thủ một vai chính trong tác phẩm sử thi Hoàng kim giáp (2006). Châu Kiệt Luân ra mắt Hollywood vào năm 2011 với Chiến binh bí ẩn, và sau đó là Phi vụ thế kỷ 2 (2016).  
Năm 2007, Châu Kiệt Luân cùng cộng sự thành lập công ty âm nhạc JVR Music. Trước đó vào năm 2006, anh xây dựng nhãn hiệu thời trang PHANTACi của riêng mình.

## Tiểu sử
Châu Kiệt Luân sinh ngày 18 tháng 1 năm 1979 tại Đài Bắc, Đài Loan. Anh có cha là ông Châu Diệu Trung, mẹ là bà Diệp Huệ Mỹ – một giáo viên âm nhạc. Cha mẹ Châu Kiệt Luân ly hôn ngay khi anh mới 13 tuổi – điều mà chính anh thừa nhận là cú sốc lớn nhất cuộc đời, khiến bản thân trở nên buồn bã, ít nói, và luôn thích sống trong thế giới của riêng mình, tránh giao tiếp bên ngoài. Nhận thấy niềm yêu thích âm nhạc của con trai, bà Diệp Huệ Mỹ cho Châu Kiệt Luân học piano ngay từ năm 4 tuổi. Sau này, Châu Kiệt Luân tiếp tục học thêm cello và phát triển niềm đam mê với nhạc lý; cho đến hiện tại, Chopin vẫn là nhà soạn nhạc yêu thích nhất của anh. Năm 16 tuổi, Châu Kiệt Luân tốt nghiệp Trường Trung học Tam Khang với ngành học chính là piano, còn phụ là cello.
Tốt nghiệp trung học, Châu Kiệt Luân hai lần ghi danh thi vào Khoa Âm nhạc của Đại học quốc lập Đài Bắc nhưng đều bị đánh trượt. Năm 18 tuổi, Châu Kiệt Luân được miễn nghĩa vụ quân sự vì mắc viêm thoái hóa đốt sống – căn bệnh mà theo như Châu Kiệt Luân cho biết là bệnh di truyền mà anh đã phát hiện ra sau khi gặp một chấn thương lúc chơi bóng rổ.

## Sơ lược sự nghiệp
Năm 1997, bà Diệp Huệ Mỹ hối thúc con trai ghi danh tham gia một cuộc thi tìm kiếm tài năng của đài truyền hình Đài Bắc. Tại cuộc thi này, dù diễn không tốt trước ống kính nhưng Châu Kiệt Luân vẫn thu hút được sự chú ý nhờ bài hát "Giấc mộng có cánh" (梦有翅膀). Tài năng của anh lọt vào tầm ngắm của người dẫn chương trình truyền hình Ngô Tông Hiến. Ông này sau đó đã mời Châu Kiệt Luân gia nhập công ty âm nhạc Alfa Music của mình với vai trò là nhạc sĩ.
Trong gần hai năm tiếp theo, mỗi ngày Châu Kiệt Luân đều ngồi trong phòng thu của công ty, viết nhạc tới khuya. Đây cũng là khoảng thời gian mà anh có cơ hội học thu âm và hòa âm. Tuy nhiên, các ca sĩ thường từ chối sản phẩm của Châu Kiệt Luân vì cho rằng chúng quá khó hát. Trước tình cảnh này, Ngô Tông Hiến bắt đầu nản lòng. Năm 1999, Ngô Tông Hiến giao kèo với Châu Kiệt Luân rằng nếu anh có thể sáng tác được 50 bài hát thì ông sẽ chọn ra 10 bài hát làm album riêng cho anh. Album đầu tay Kiệt Luân (杰倫) phát hành năm 2000, đã xác lập danh tiếng cho Châu Kiệt Luân như một nghệ sĩ có năng khiếu, với phong cách âm nhạc là sự pha trộn của R&B, rap, và nhạc cổ điển, nhưng vẫn mang nét đặc trưng Trung Hoa. Tiếng tăm của Châu Kiệt Luân nhanh chóng lan rộng trong cộng đồng người nói tiếng Trung khắp Đông Nam Á. Trong suốt 16 năm tiếp theo, hầu như năm nào anh cũng cho ra mắt một album, giành được hàng trăm giải thưởng khác nhau. Châu Kiệt Luân đã thực hiện 6 tour lưu diễn vòng quanh thế giới, với hơn 300 chặng hòa nhạc, hàng triệu người theo dõi tại nhiều thành phố.
Năm 2003, Châu Kiệt Luân xuất hiện trên trang bìa tạp chí Time (phiên bản châu Á), với tựa bài “Ông hoàng mới của dòng nhạc pop châu Á” – một sự công nhận mức độ ảnh hưởng của anh đối với văn hóa đại chúng.
Năm 2005, Châu Kiệt Luân đóng vai chính đầu tiên trong bộ phim điện ảnh Khúc cua quyết định – tác phẩm đem về cho anh giải Kim Tượng tại hạng mục Diễn viên mới xuất sắc nhất. Năm sau, Châu Kiệt Luân tham gia diễn xuất trong bộ phim kinh phí cao Hoàng kim giáp của đạo diễn Trương Nghệ Mưu, cùng với Châu Nhuận Phát và Củng Lợi. Năm 2007, trong bộ phim Bí mật không thể nói, anh vừa là diễn viên chính vừa là đạo diễn. Cũng trong năm 2007, sau khi kết thúc hợp đồng với Alfa Music, Châu Kiệt Luân cùng Dương Tuấn Vinh và Phương Văn Sơn thành lập công ty JVR Music.

Kiệt Luân (杰倫) (2000), album đầu tay của Châu Kiệt Luân

Năm 2012, Forbes xếp Châu Kiệt Luân ở vị trí quán quân trong danh sách người nổi tiếng có mức thu nhập cao nhất làng giải trí Trung Quốc.
Theo một thống kê năm 2017, Châu Kiệt Luân đã bán được hơn 30 triệu bản album. Các bài hát của anh cũng thu hút được một số lượng người nghe khổng lồ với số lượt tải về vượt trội hơn cả Madonna cùng nhiều tên tuổi lớn khác trong làng nhạc thế giới.
Sau thời gian dài không hoạt động, ngày 16 tháng 9 năm 2019, Châu Kiệt Luân trở lại với một sản phẩm mới hoàn toàn mang tên “Hứa sẽ không khóc” (說好不哭). Bài hát nhanh chóng tạo nên nhiều thành tích vang dội ngay từ khi phát hành. Video ca nhạc “Hứa sẽ không khóc” (說好不哭) quay tại Nhật Bản đã bất ngờ thúc đẩy ngành du lịch của quốc gia này.
Ngày 12 tháng 6 năm 2020, Châu Kiệt Luân cho ra mắt video ca nhạc “Mojito” – sớm trở thành một hiện tượng lan tỏa khắp Trung Quốc. Nó được ghi hình tại Cuba, và cũng chính là video ca nhạc minh họa cho chương trình truyền hình du lịch Hành trình của Jay mà Châu Kiệt Luân đang tham gia.
Sau sáu năm không phát hành album, Châu Kiệt Luân tái xuất làng nhạc vào ngày 15 tháng 7 năm 2022 với album mới mang tên Tác phẩm vĩ đại nhất (最偉大的作品).  Album này bao gồm những sáng tác cũ lẫn mới của nam ca sĩ, được hòa âm phối khí đặc biệt theo phong cách retro.

## Âm nhạc

### Phong cách
Nhà phê bình Vương Hiểu Phong cho rằng: “Châu Kiệt Luân đã mang tới tính sáng tạo, thời trang, và giải trí cho cả một thời đại.” Được đào tạo chuyên nghiệp hoặc tự thân học nhiều loại nhạc cụ khác nhau, Châu Kiệt Luân tự sáng tác hầu hết bài hát của mình – điều dẫn tới những đặc điểm nhất quán trong âm nhạc của anh. Tài năng của Châu Kiệt Luân không chỉ thể hiện ở khả năng ứng biến tại chỗ, sự rành rõi nhạc lý và nhạc cụ mà còn ở những ý tưởng sáng tạo độc đáo. Châu Kiệt Luân tạo ra phong cách riêng mang tên “Châu thị” và dòng nhạc mới gọi là “Trung Quốc phong”.
Âm nhạc của Châu Kiệt Luân là những sản phẩm được kết hợp hài hòa giữa hip hop và R&B phương Tây với bản sắc truyền thống Trung Hoa. Anh từng đưa nhiều yếu tố âm nhạc thế giới khác nhau vào sản phẩm của mình, như tiếng guitar Tây Ban Nha trong “Mô phỏng sự nổi tiếng” (紅模仿), nhạc techno/electronica Mỹ trong “Bản thảo cương mục” (本草綱目), màu nhạc cổ điển phương Tây trong “Kháng cự” (逆鳞) và điệu Bossa nova trong “Mê điệt hương” (迷迭香). Âm nhạc của Châu Kiệt Luân mang đến cho người nghe hiệu ứng âm thanh từ cuộc sống thường nhật, như tiếng quả bóng rơi xuống sàn nhà, tiếng quay số điện thoại, tiếng mưa nhỏ từng giọt hay tiếng ồn của radio.
Nội dung các bài hát do Châu Kiệt Luân sáng tác rất khác lạ, đề cập tới bạo lực gia đình, chiến tranh, đô thị hóa, giàu ý nghĩa cuộc sống và buộc người nghe phải suy ngẫm. “Nghe lời mẹ dạy” (聽媽媽的話) từng được chọn đưa vào chương trình học lớp 1 ở Đài Loan vì có phần lời mang ý nghĩa giáo dục tình mẫu tử.
Từ năm 2011, các sáng tác của Châu Kiệt Luân bị cho là không có sự đổi mới. Giới chuyên môn hoài nghi rằng anh đã cạn kiệt ý tưởng, khó tạo ra bứt phá. Trước những ý kiến trái chiều, Châu Kiệt Luân chia sẻ: "Họ nói rằng tôi đang bế tắc và những gì tôi làm ra không còn tính sáng tạo. Tôi không quan tâm vì đó là thứ âm nhạc mà tôi muốn. Quan trọng hơn, tôi vẫn đang tiến về phía trước". Châu Kiệt Luân giữ nguyên cách hát thoải mái, bị chỉ trích là “lầm bầm” của mình. Tuy nhiên, anh đã chịu áp dụng lối phát âm dễ nghe hơn cho một số bài hát, nhất là với những bài mang âm hưởng truyền thống Trung Hoa, như “Ngàn dặm cách xa” (千里之外) hay “Đài hoa cúc” (菊花台).

### Dòng nhạc Trung Quốc phong
“Trung Quốc phong” là một dòng nhạc có sự đan xen giữa các giai điệu và nhạc cụ cổ truyền Trung Hoa với các thể loại âm nhạc phổ biến toàn cầu. Nó huy động các yếu tố văn hóa truyền thống Trung Hoa như truyền thuyết, điển cố hay ngôn từ trong bối cảnh đương đại. Châu Kiệt Luân luôn duy trì một bài hát “Trung Quốc phong” trong tất cả album của mình.
“Trung Quốc phong” của Châu Kiệt Luân không thể thành công nếu không có nhà viết ca từ Phương Văn Sơn – người chịu trách nhiệm cho hơn một nửa số lời bài hát trong tất cả các album của nam ca sĩ. Lời bài hát do Phương Văn Sơn viết giống như những bài thơ cổ Trung Quốc, vượt ra ngoài khuôn khổ của các bản ballad tình yêu thông thường. Chúng mang nét mơ hồ đem lại cho thính giả cảm giác độc đáo về vẻ đẹp.

### Hợp tác
Trời xanh sắc ngóng cơn mưa phùn, còn ta mãi đợi nàng
月色被打撈起 暈開了結局
Ánh trăng ai đã vớt lên, để quầng sáng mở ra kết cục này
如傳世的青花瓷自顧自美麗
Như sứ thanh hoa truyền lại hậu thế, càng nhìn càng thấy mỹ lệ
妳眼帶笑意...
– Phương Văn Sơn, trích lời bài hát "Sứ thanh hoa" (青花瓷)
Châu Kiệt Luân khởi đầu sự nghiệp bằng cách viết nhạc cho nghệ sĩ khác và vẫn tiếp tục làm công việc này ngay cả khi đã dấn thân vào con đường ca hát. Anh thường xuyên viết nhạc cho Thái Y Lâm, Ôn Lam, đôi khi là cho Lý Văn, S.H.E, Từ Nhược Tuyên, Vương Lực Hoành, Lưu Canh Hoành, Hứa Như Vân, và các ngôi sao nhạc pop Hồng Kông như Lương Hán Văn, TPE48, Trần Tiểu Xuân, Trần Quán Hy, Mạc Văn Úy, Cổ Cự Cơ, Trần Dịch Tấn, Dung Tổ Nhi. Châu Kiệt Luân cũng từng viết nhạc cho các ca sĩ khác thế hệ mình, như Ngô Tông Hiến, Giang Huệ, Trương Học Hữu, Lưu Đức Hoa, Quách Phú Thành, Chung Trấn Đào. Từ năm 1998 đến năm 2010, anh đã viết tổng cộng 130 bài hát cho các nghệ sĩ khác nhau.
Năm 2004, Châu Kiệt Luân thành lập nhóm nhạc Nam Quyền ma ma, tuyển chọn thành viên và giám sát quá trình sản xuất album. Nhóm bị nhận xét là có sản phẩm âm nhạc quá giống với người cố vấn; do đó, Châu Kiệt Luân đã phải giảm bớt sự can thiệp của mình vào Nam Quyền ma ma, nhưng vẫn tiếp tục giúp họ đến với khán giả đại chúng bằng cách mời làm khách biểu diễn trong các buổi hòa nhạc và video ca nhạc của riêng anh.
Châu Kiệt Luân từng song ca trực tiếp với Ôn Lam, Thái Y Lâm, và bạn gái cũ Hầu Bội Sâm, nhưng thời gian đầu, chỉ có hai bản song ca phòng thu được chính thức đưa vào các album của anh là “Biển san hô” (珊瑚海) vào năm 2005, và “Ngàn dặm cách xa” (千里之外) vào năm 2006 – kết hợp với Phí Ngọc Thanh, một nam ca sĩ bắt đầu sự nghiệp từ tận những năm 1970. Năm 2016, Châu Kiệt Luân hòa giọng với Trương Huệ Muội trong bài hát "Không nên" (不該) thuộc album Chuyện gối đầu giường của Châu Kiệt Luân (周杰伦的床边故事). Ngày 18 tháng 1 năm 2018, Châu Kiệt Luân và Dương Thụy Đại cho ra mắt ca khúc "Đợi em tan học" (等你下課).
Bên cạnh việc cộng tác với các ca sĩ, Châu Kiệt Luân làm việc lâu dài với nhà viết ca từ Phương Văn Sơn kể từ khi cả hai cùng bắt đầu sự nghiệp âm nhạc vào năm 1998. Album Cộng sự (拍檔) gồm 12 bài hát có phần nhạc do Châu Kiệt Luân đảm nhận còn phần lời do Phương Văn Sơn chấp bút. Phương Văn Sơn viết lời cho hơn 40 bài hát của Châu Kiệt Luân, là chủ biên của cuốn tự truyện Grandeur de D Major (D调的华丽), và hiện đang hợp tác kinh doanh với Châu Kiệt Luân tại JVR Music.
Châu Kiệt Luân và Kobe Bryant cùng góp mặt trong “Thiên địa nhất đấu” (天地一鬥) để "thúc đẩy sự sáng tạo của giới trẻ, cũng như quảng bá cho một cuộc thi úp rổ diễn ra ở Trung Quốc." Bài hát được phát hành trong một buổi họp báo trước thềm NBA All-Star Game vào ngày 20 tháng 2 năm 2011.

## Điện ảnh

### Diễn xuất

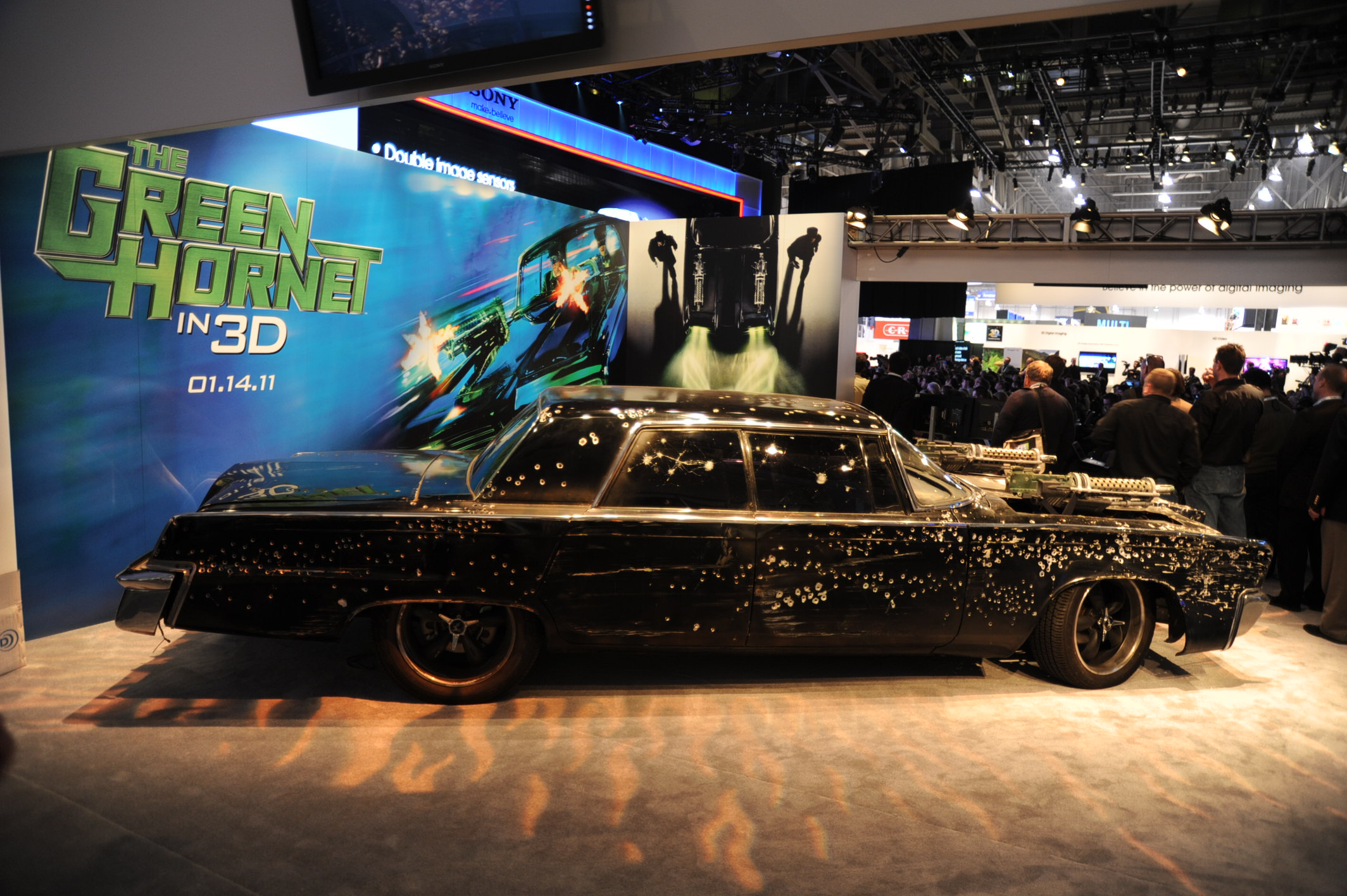
Chiếc xe mà nhân vật Kato của Châu Kiệt Luân lái trong Chiến binh bí ẩn (2011), bộ phim Hollywood đầu tiên của nam ca sĩ

Châu Kiệt Luân bắt đầu sự nghiệp diễn xuất vào năm 2005 với bộ phim Khúc cua quyết định. Đạo diễn Khúc cua quyết định, Mạch Triệu Huy, ban đầu hoài nghi về năng lực diễn xuất của Châu Kiệt Luân cho đến khi anh diễn thử những cảnh không thoại. Khúc cua quyết định đứng đầu bảng xếp hạng doanh thu tại nhiều nước và vùng lãnh thổ ở châu Á ngay trong tuần đầu tiên công chiếu. Những ca khúc trong phim, phần lớn do Châu Kiệt Luân trình bày cũng gây sốt trên các trang nghe nhạc trực tuyến. Với Khúc cua quyết định, Châu Kiệt Luân nhận một giải Kim Tượng tại hạng mục Diễn viên mới xuất sắc nhất.
Năm 2006, Châu Kiệt Luân thủ vai hoàng tử Kiệt trong bộ phim võ thuật, sử thi, tâm lý xã hội Hoàng kim giáp của đạo diễn Trương Nghệ Mưu. Diễn xuất của Châu Kiệt Luân được giới phê bình Trung Quốc đánh giá đa dạng – từ “thiếu tính phức tạp” cho đến “chấp nhận được” – nhưng lại nhận được sự tán dương nhiệt liệt từ khán giả phương Tây. Dù vậy, với Hoàng kim giáp, anh vẫn nhận đề cử tại hạng mục Diễn viên phụ xuất sắc nhất ở giải Kim Tượng. Lần lượt trong hai năm 2007 và 2008, Châu Kiệt Luân đóng vai chính trong Bí mật không thể nói và Công phu bóng rổ – phim được chọn trình chiếu trong Thế vận hội Bắc Kinh.
Năm 2011, Châu Kiệt Luân có lần đầu đóng phim Hollywood khi thay thế Châu Tinh Trì hóa thân thành nhân vật Kato trong Chiến binh bí ẩn. NextMovie.com của MTV Networks đã vinh danh anh là một trong những "Ngôi sao đột phá đáng xem nhất năm 2011". Năm 2012, Châu Kiệt Luân lần đầu diễn chung với Tạ Đình Phong trong Nghịch chiến – bộ phim hành động Hồng Kông kinh phí lớn được quay trải dài ở Malaysia, Jordan, và Trung Quốc.
Năm 2016, Châu Kiệt Luân cùng với Daniel Radcliffe trở thành hai diễn viên khách mời của Phi vụ thế kỷ 2.

### Đạo diễn
Châu Kiệt Luân từng chia sẻ rằng mình thích làm đạo diễn hơn là diễn viên. Anh bắt đầu làm quen với công việc đạo diễn thông qua các video ca nhạc. Năm 2005, Châu Kiệt Luân làm đạo diễn cho 4 video ca nhạc trong album Chopin của tháng mười một (十一月的蕭邦). Đến năm 2006, anh đã chịu trách nhiệm phần kịch bản phân cảnh, đạo diễn và biên tập tất cả các video ca nhạc của mình. Đạo diễn Trương Nghệ Mưu trong quá trình làm việc chung với Châu Kiệt Luân, từng khen nam ca sĩ có tài đạo diễn cảnh phim.
Năm 2007, Bí mật không thể nói – bộ phim do Châu Kiệt Luân làm đạo diễn, biên kịch kiêm diễn viên chính – được công chiếu. Bí mật không thể nói xoay quanh chuyện tình cảm lãng mạn giữa hai học sinh trung học, do Châu Kiệt Luân viết kịch bản dựa trên những ký ức về mối tình đầu thời đi học của mình. Nó giúp Châu Kiệt Luân nhận đề cử tại hạng mục Nhà làm phim Đài Loan của năm ở giải Kim Mã lần thứ 44.
Sáu năm sau thành công của Bí mật không thể nói, năm 2013, Châu Kiệt Luân quay trở lại vai trò đạo diễn với tác phẩm điện ảnh Thiên đài. Tuy nhiên, Thiên đài thu về doanh thu ít ỏi và nhận rất nhiều lời chỉ trích.

## Lĩnh vực khác

### Sách:Grandeur de D Major(D调的华丽)
Grandeur de D Major (D调的华丽) phát hành vào ngày 24 tháng 11 năm 2004, là cuốn sách đầu tiên của Châu Kiệt Luân. Nó kể về những trải nghiệm âm nhạc, và cả những câu chuyện tình cảm của Châu Kiệt Luân.

### Đại diện nhãn hàng
Châu Kiệt Luân từng làm người đại diện, quảng cáo cho một số thương hiệu như Pepsi, Panasonic, Motorola, Tencent, Tudor. Để tối đa hóa hiệu ứng xây dựng thương hiệu cho người nổi tiếng, các quảng cáo gần như luôn liên kết với nhạc của Châu Kiệt Luân, phim quảng cáo thì đôi khi do chính anh đạo diễn. Năm 2011, Châu Kiệt Luân quay quảng cáo cho nhãn hiệu nước giải khát Sprite cùng với ngôi sao NBA Kobe Bryant. Cũng trong năm 2011, Asus đã giới thiệu phiên bản notebook N Series đặc biệt do hãng này hợp tác cùng Châu Kiệt Luân sản xuất. Chủ tịch của hãng, Jonney Shih, tiết lộ rằng nam ca sĩ được lựa chọn làm nhà đồng thiết kế bởi anh có tính cách đặc biệt hợp với Asus.

### Thể thao điện tử
Tháng 4 năm 2016, Châu Kiệt Luân thành lập đội tuyển Liên minh huyền thoại J Team sau khi mua lại đội tuyển tiền thân Taipei Assassins. Năm 2019, đội này vô địch giải khu vực LMS, giành vé tham dự Chung kết thế giới.
Năm 2017, Châu Kiệt Luân mở một quán game hạng sang trị giá 2,6 triệu đô la Mỹ, rộng 1.700 mét vuông tại thành phố Thâm Quyến, Trung Quốc.

### Từ thiện
Năm 2008, Châu Kiệt Luân quyên góp và tổ chức đêm trình diễn Jay Chou charity relief fundraising concert tại Trùng Khánh nhằm ủng hộ và xoa dịu nỗi đau cho những nạn nhân của trận động đất Tứ Xuyên. Từ năm 2009 đến năm 2019, mỗi năm Châu Kiệt Luân quyên góp tiền hỗ trợ cho từ 300 đến 500 trẻ em kém may mắn với vai trò là người phát ngôn của quỹ từ thiện Fubon. Năm 2020, vợ chồng Châu Kiệt Luân quyên góp 3 triệu Nhân dân tệ cho Liên đoàn từ thiện Hồ Bắc để hỗ trợ tỉnh chống dịch COVID-19.

## Truyền thông và quan hệ công chúng

### Hình ảnh công chúng

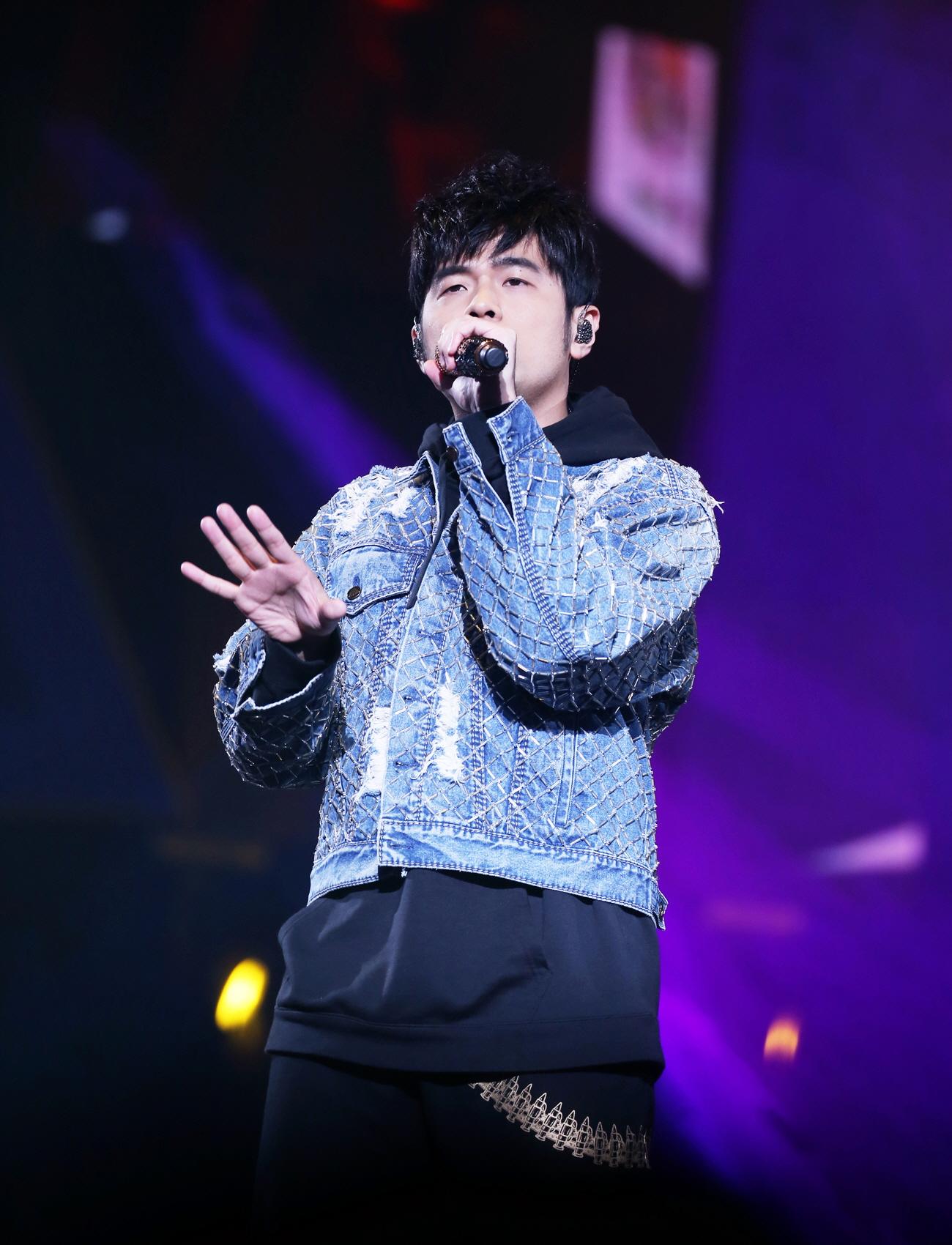
Châu Kiệt Luân tại Migu Music Festival năm 2017

Mặc dù liên tục phải sống dưới sự giám sát của truyền thông, Châu Kiệt Luân ít thay đổi hình ảnh công chúng trong những năm gần đây, anh nhấn mạnh cá tính với cái gọi là “triết lý cá nhân”. Trong âm nhạc, điều này cũng thể hiện rõ ràng khi Châu Kiệt Luân kết hợp phong cách âm nhạc Trung Quốc với phương Tây, khám phá các chủ đề độc đáo đối với một ca sĩ nhạc pop, thứ được mô tả là “chân thực” và “mang tính cách mạng”. Các phương tiện truyền thông phác họa nam ca sĩ như một người chăm chỉ theo chủ nghĩa hoàn hảo với một định hướng bản thân rõ ràng, và là một kẻ “cuồng kiểm soát”. Có một sự hiểu lầm về biệt danh “Châu đổng”, được cả báo chí và người hâm mộ sử dụng để nhấn mạnh tính cách độc đoán và tác động của Châu Kiệt Luân đối với nền âm nhạc châu Á, cũng như để ám chỉ tài năng âm nhạc của anh. Nó cũng nói lên thực tế rằng Châu Kiệt Luân là giám đốc điều hành, người phát ngôn và chủ tịch của nhiều dự án kinh doanh riêng như chuỗi thương hiệu quần áo hay công ty quản lý tài năng JVR Music mà anh đang sở hữu. Tuy nhiên, thực ra nguồn gốc của biệt danh “Châu đổng” xuất phát từ đam mê sưu tầm đồ cổ của của Châu Kiệt Luân vì từ “đổng” (董) bắt nguồn từ “cổ đổng” (古董), tức đồ cổ trong tiếng Trung, và theo như Lâm Tuấn Kiệt, cả anh và Châu Kiệt Luân đều thích sưu tầm và lái những chiếc xe cổ – “cổ đổng xa” (古董車). Khi thành lập Nam Quyền ma ma, Châu Kiệt Luân đặt tên cho nhóm dựa trên bút danh của mình trong những năm tháng trung học – Nam Quyền. “Nam Quyền ma ma” ý chỉ bà Diệp Huệ Mỹ – mẹ của Châu Kiệt Luân. Trên thực tế, Nam Quyền thực sự là danh xưng của một môn phái võ thuật ở phía nam sông Dương Tử. Bị ảnh hưởng bởi phim hành động, Châu Kiệt Luân từng viết nhạc về đề tài võ thuật, dù không được đào tạo bài bản bất kỳ một loại hình võ thuật nào. Khi bàn ra ngoài lĩnh vực âm nhạc, Châu Kiệt Luân được cho là người nhút nhát, ít nói, khiêm tốn và coi lòng hiếu thảo là “điều tối quan trọng”. Hợp với mục đích thể hiện hình ảnh bản thân tích cực, Châu Kiệt Luân không hút thuốc, uống rượu hay tham gia các hộp đêm. Các quan chức chính phủ và nhà giáo dục ở châu Á trao thưởng cho Châu Kiệt Luân vì lối sống gương mẫu, chỉ định anh vào vị trí người phát ngôn trong dự án trao quyền cho thanh niên Young Voice vào năm 2005 và một chiến dịch chống trầm cảm vào năm 2007. Tháng 11 năm 2007, Châu Kiệt Luân bị một số người chỉ trích vì dự đám tang của thủ lĩnh băng đảng Đài Loan Trần Khởi Lễ – cha của Trần Sở Hà, người mà Châu Kiệt Luân đã gặp khi tham gia sản xuất bộ phim Công phu bóng rổ.

### Phản ứng với báo chí và thợ săn ảnh

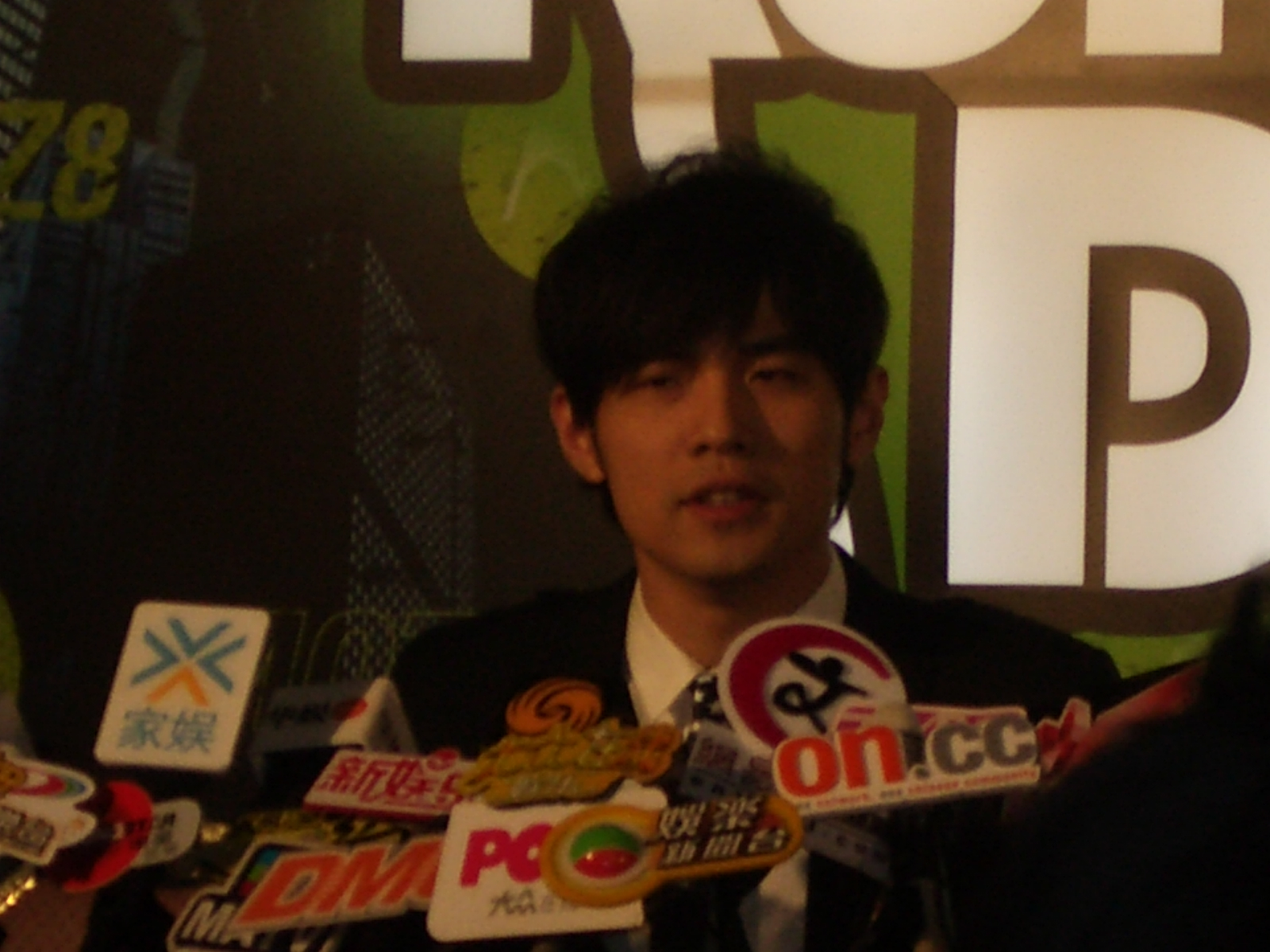
Châu Kiệt Luân trả lời phỏng vấn báo giới khi ra mắt bộ phim Công phu bóng rổ

Cũng như nhiều ngôi sao khác, Châu Kiệt Luân rất căm ghét thợ săn ảnh. Trong những năm đầu sự nghiệp, anh thường chọn cách né tránh khi phải đối mặt với sự chú ý không mong muốn từ giới truyền thông. Với bản tính trầm lặng vốn có, Châu Kiệt Luân thường xuyên đội mũ bóng chày hoặc trùm mũ áo, cúi đầu và tránh giao tiếp bằng mắt trong mỗi cuộc phỏng vấn. Tuy nhiên, những năm gần đây, anh đã ít bị động hơn trước vấn nạn xâm phạm quyền riêng tư. Để ngăn chặn hành vi lén chụp ảnh từ các thợ săn ảnh, Châu Kiệt Luân chụp ngược lại chính họ. Anh công khai gọi thợ săn ảnh là “chó” và báo lá cải là “tạp chí chó”, như trong lời bài hát "Giữa muôn trùng vây" (四面楚歌). Năm 2006, các phương tiện truyền thông từng cáo buộc Châu Kiệt Luân trốn nghĩa vụ quân sự bắt buộc bằng cách giả vờ mắc bệnh viêm thoái hóa cột sống. Cuối năm đó, Châu Kiệt Luân được tuyên bố trắng án sau khi cung cấp đủ hồ sơ y tế liên quan và thư xác nhận miễn nghĩa vụ hợp pháp của quân đội có từ trước khi nam ca sĩ bắt đầu sự nghiệp âm nhạc. Năm 2012, Châu Kiệt Luân từng bị cáo buộc hành hung một thợ săn ảnh khi người này làm phiền anh trong lúc đang hẹn hò với bạn gái Côn Lăng.
Bất chấp sự quấy rầy và đeo bám liên tục từ truyền thông, Châu Kiệt Luân thừa nhận rằng không phải tất cả sự chú ý mà truyền thông dành cho anh đều không được hoan nghênh. Hoạt động đưa tin của các tạp chí và hãng thông tấn quốc tế như Time, The Guardian, CNN, và Reuters, giúp xác định tầm ảnh hưởng của Châu Kiệt Luân đối với nền văn hóa phẩm chính thống. Một bài xã luận được viết bởi Kerry Brown của Chatham House đã xếp Châu Kiệt Luân vào danh sách 50 nhân vật ảnh hưởng nhất Trung Quốc. Anh là một trong ba ca sĩ duy nhất xuất hiện trong danh sách bị thống trị bởi các chính trị gia và chủ công ty này.

### Cộng đồng người hâm mộ
Rất khó để ước tính quy mô và mức độ lan rộng toàn cầu của cộng đồng người hâm mộ Châu Kiệt Luân. Cộng đồng người hâm mộ Châu Kiệt Luân có cơ sở tại Đài Loan và phát triển rộng khắp sang các khu vực nói tiếng Quan thoại khác. Một phần đáng kể người hâm mộ Châu Kiệt Luân là dân nói tiếng Trung ở Trung Quốc, Hồng Kông, Ma Cao, Singapore và Malaysia. Bất chấp vấn nạn vi phạm bản quyền tràn lan ở các quốc gia châu Á kể trên, nhất là Trung Quốc, mỗi album mà Châu Kiệt Luân bán ra đều đạt mốc doanh số 2 triệu bản. Theo Baidu, công cụ tìm kiếm internet phổ biến nhất ở Trung Quốc, Châu Kiệt Luân là nam nghệ sĩ được tìm kiếm nhiều nhất trong các năm 2002, 05, 06 và 07. Ngày 26 tháng 7 năm 2020, Châu Kiệt Luân thu về 140 triệu Đài tệ tiền quyên góp trong một buổi phát trực tiếp kéo dài 31 phút với 64 triệu lượt người xem.

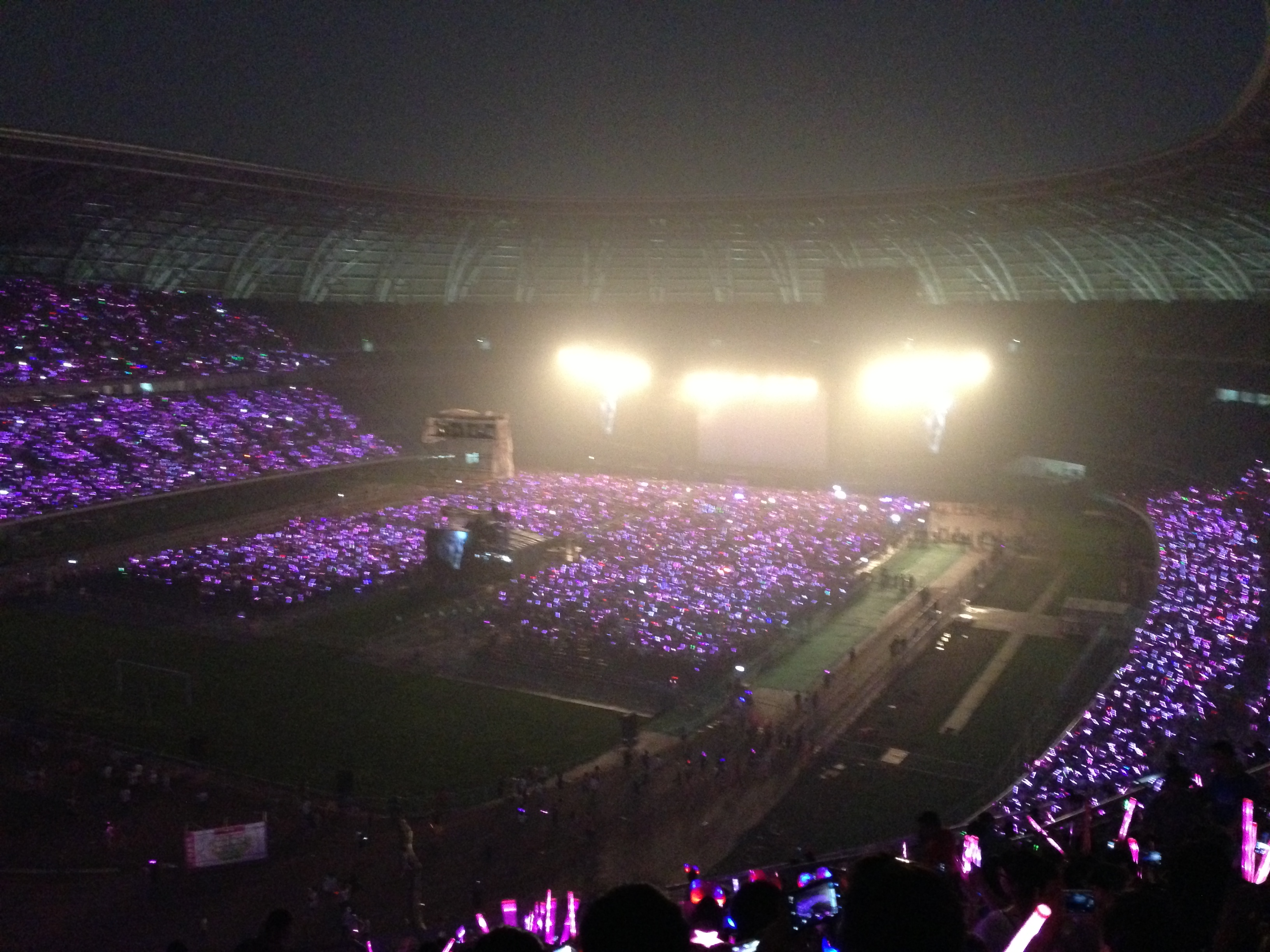
Một buổi hòa nhạc năm 2013 của Châu Kiệt Luân

Hiện nay, Châu Kiệt Luân vẫn chưa được biết đến nhiều ở phạm vi ngoài khu vực châu Á, chỉ trừ những thành phố có đông đảo dân nhập cư nói tiếng Trung như Los Angeles, New York, San Francisco, Seattle, Vancouver, Toronto, Sydney, Melbourne, Adelaide và Brisbane. Nam ca sĩ đã tổ chức hòa nhạc ở các địa điểm lớn như Acer Arena (Sydney – 3 tháng 7 năm 2009), HP Pavilion at San Jose (San Jose – 31 tháng 12 năm 2010), Los Angeles Memorial Sports Arena (Los Angeles – 8 tháng 1 năm 2011), MGM Grand (Las Vegas – 25 tháng 12 năm 2002), Rogers Arena (Vancouver – 23 tháng 12 năm 2010), Shrine Auditorium (Los Angeles – 18 tháng 12 năm 2004), Galen Center (Los Angeles – 24 tháng 12 năm 2007), Air Canada Center (Toronto – 18 tháng 12 năm 2008) và Wembley Arena (Luân Đôn – 17 và 18 tháng 3 năm 2017). Ý đồ gia tăng sự nổi tiếng ở phương Tây của Châu Kiệt Luân là rất rõ ràng. Năm 2006, Châu Kiệt Luân sáng tác và hát bài hát chủ đề của bộ phim Hoắc Nguyên Giáp – phát hành tại các rạp lớn ở hầu hết quốc gia nói tiếng Anh, dù cho điều này tác động rất ít tới danh tiếng của anh. Vai diễn trong Hoàng kim giáp (bản giới hạn) đánh dấu màn diễn xuất ra mắt của Châu Kiệt Luân tại Bắc Mỹ. Mặc dù đóng một vai hỗ trợ có vai trò quan trọng trong mạch truyện, áp phích chính thức của Hoàng kim giáp tại Bắc Mỹ lại chỉ thể hiện phần lưng của Châu Kiệt Luân – trái ngược với phiên bản áp phích châu Á, khi tên và gương mặt Châu Kiệt Luân được đặt bên cạnh nam và nữ diễn viên chính của bộ phim. Tuy Hoàng kim giáp chưa đủ sức đưa tên tuổi Châu Kiệt Luân trở nên nổi tiếng với khán giả nói tiếng Anh, nó vẫn giúp anh tiếp xúc với môi trường quốc tế. Châu Kiệt Luân đến gần hơn với khán giả phương Tây nhờ vai diễn tên tội phạm Kato trong bộ phim Chiến binh bí ẩn (2011).

## Đời tư

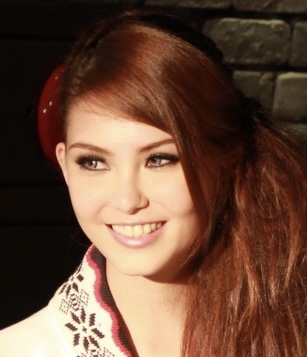
Côn Lăng năm 2019

Trong mắt người hâm mộ, Châu Kiệt Luân đã từng là một nghệ sĩ đa tình. Điều này thậm chí đã được một nhà báo Đài Loan đề cập với cụm từ “Yêu như Châu Kiệt Luân”.
Năm 2014, Châu Kiệt Luân công khai hẹn hò Côn Lăng – một người mẫu lai mang trong mình ba dòng máu Trung Quốc, Hàn Quốc và Australia. Mối quan hệ giữa hai người được báo giới bắt đầu đề cập từ năm 2011. Năm 2015, Châu Kiệt Luân làm lễ cưới với Côn Lăng ở châu Âu để tránh sự chú ý quá mức của giới truyền thông. Hiện nay, vợ chồng Châu Kiệt Luân đã có ba đứa con, hai gái và một trai.

## Giải thưởng và đề cử âm nhạc
Châu Kiệt Luân đã nhận được hơn 350 giải thưởng âm nhạc kể từ năm 2000 với tư cách là ca sĩ, nhạc sĩ và nhà sản xuất âm nhạc. Ở lễ trao giải Kim Khúc, album Kiệt Luân (杰倫) (2000) giành giải Album xuất sắc nhất còn album Fantasy (范特西) (2001) giành liền năm giải (bao gồm Album xuất sắc nhất, Nhà soạn nhạc xuất sắc nhất, Nhà sản xuất xuất sắc nhất). Sau khi không còn nắm giải Album xuất sắc nhất trong ba năm liên tiếp, năm 2004, Châu Kiệt Luân nói rằng anh sẽ không gắn chỉ số nổi tiếng của mình với các giải thưởng nữa mà sẽ dựa vào doanh số bán đĩa. Trong các năm 2004, 2006, 2007 và 2008, Châu Kiệt Luân giành giải Âm nhạc Thế giới tại hạng mục Nghệ sĩ Trung Quốc bán chạy nhất với ba album Thất lý hương (七里香), Still Fantasy (依然范特西) và On the Run! (我很忙). Năm 2009, với album Chòm sao Ma Kết (魔杰座), Châu Kiệt Luân nhận nhiều đề cử nhất ở giải Kim Khúc – 8 đề cử.

## Danh sách đĩa nhạc
- Kiệt Luân (杰倫) (2000)
- Fantasy (范特西) (2001)
- Tám độ không gian (八度空間) (2002)
- Diệp Huệ Mỹ (葉惠美) (2003)
- Thất lý hương (七里香) (2004)
- Chopin của tháng mười một (十一月的蕭邦) (2005)
- Still Fantasy (依然范特西) (2006)
- On the Run! (我很忙) (2007)
- Chòm sao Ma Kết (魔杰座) (2008)
- Vượt thời đại (跨時代) (2010)
- Dấu chấm than (驚嘆號) (2011)
- 12 bài hát mới (12新作) (2012)
- Aiyo, Không tồi (哎呦，不错哦) (2014)
- Chuyện gối đầu giường của Châu Kiệt Luân (周杰伦的床边故事) (2016)
- Tác phẩm vĩ đại nhất (最偉大的作品) (2022)

## Danh sách phim và chương trình truyền hình

### Phim
| Năm        | Tên phim              | Vai                      | Ghi chú |
| ---------- | --------------------- | ------------------------ | --- |
| 2003       | Hidden Track          | Chính bản thân           | Vai diễn khách mời                                                                                                |
| 2005       | Khúc cua quyết định   | Fujiwara Takumi          | |
| 2006       | Hoàng kim giáp        | Nhị hoàng tử Nguyên Kiệt | |
| 2007       | Bí mật không thể nói  | Diệp Tương Luân          | Phim điện ảnh đầu tiên giữ vai trò đạo diễn, nhà sản xuất, kiêm diễn viên chính                                   |
| 2008       | Công phu bóng rổ      | Phương Thế Kiệt          | |
| 2009       | Thích lăng            | Kiều Phi                 | |
| 2010       | Mãnh hổ Tô Khất Nhi   | Võ thần / Tửu tiên       | |
| 2011       | Chiến binh bí ẩn      | Kato                     | Phim điện ảnh ra mắt Hollywood                                                                                    |
| 2012       | Nghịch chiến          | Vạn Phi                  | |
| 2012       | Abba                  | Chính bản thân           | Vai diễn khách mời                                                                                                |
| 2013       | Thiên đài             | Cao lãng tử              | Đồng thời là đạo diễn, biên kịch và nhà sản xuất                                                                  |
| 2016       | Kung Fu Panda 3       | Hầu vương                | Lồng tiếng Trung cho nhân vật trong phiên bản phát hành ở Trung Quốc và Đài Loan Sáng tác ca khúc nhạc phim "Try" |
| 2016       | Phi vụ thế kỷ 2       | Lý                       | |
| 2016       | Vạn dặm hẹn ước       | Châu Kiệt Luân           | Vai diễn khách mời Đồng thời làm giám chế                                                                         |
| Sẽ công bố | Khúc cua quyết định 2 | Fujiwara Takumi          | |

### Chương trình truyền hình
| Năm  | Tên chương trình   | Vai trò                                                                 |
| ---- | ------------------ | ----------------------------------------------------------------------- |
| 2010 | Pandamen           | Đạo diễn, đóng vai thàm tử Leo Lee                                      |
| 2011 | Mr.J Channel       | Người dẫn chuyện                                                        |
| 2020 | Hành trình của Jay | Nhân vật trải nghiệm chương trình truyền hình thực tế du lịch, ảo thuật |